# Вільям Гарлі
Вільям Гарлі (англ. William Harley; 29 грудня 1880 Мілвокі, Вісконсин, США — 18 вересня 1943, Мілвокі, Вісконсин, США) — американський інженер-механік, а також бізнесмен один із засновників американської компанії яка виробляє мотоцикли марки «Harley-Davidson» де працював з 1903 по 1943 роки.

## Біографія
Вільям Гарлі народився 29 грудня 1880 року в місті Мілвокі, штат Вісконсин, США, в сім'ї Вільяма Гарлі старшого і Мері Сміт, уродженцями Літтлпорта графство Кембриджшир, Велика Британія, які потім емігрували до США в 1860 році.

## Кар'єра і робота
Під час переходу на північну сторону штату Мілвокі, на вулиці Берлі-авеню, Гарлі влаштовується на свою першу роботу, на велосипедну фабрику в місті Майзельбах у 15-річному віці. В 1901 році Гарлі розробляє перші плани по установці двигуна на звичайний велосипед, так як працював в якості учня рисувальника на фірмі Barth Mfg.Co. Потім в період всіх цих років Гарлі і його друг дитинства, Артур Девідсон, працювали над своїм першим мотоциклом з підтримкою, Генрі Мерка який мав магазин з запчастинам які годились для машинобудування, і також механіки, який знаходився в північній частині штату Мілвокі. Пізніше вони отримують допомогу від Оле Евінруд, яка затим будувала газові двигуни свого власного проєкту для автомобільної промисловості на вулиці Лейк-стріт, в Мілвокі. Після цього Гарлі Вільям здобуває ступінь в області машинобудування в Університеті Вісконсин-Медісон в 1907 році, де навчався. Він Гарлі Вільям і його друг Артур Девідсон були головними інженерами компанії «Harley-Davidson», і також їхніми казначеями, компанії до смерті Вільяма Гарлі в 1943 році. Давніше в молодості Гарлі працював в якості молодого інженера в офісі архітектора Медісона, і також підробляв офіціантом, для братського будинку Karra Sigma, коли навчався в університеті.

## Особисте життя, сім'я
В 1910 році Гарлі одружився з Анною Яхтубер, з якою у нього народились два сини і дочка. У вільний час від роботи Гарлі Вільям займався мисливством, полюбляв риболовлю, а також гольф. Також він віддавався своєму захопленню малюванням та фотографією дикої природи.

## Наслідство
Гарлі Вільяма було введено до Зали слави мотоциклистів в 1998 році. В 2003 році статуя Harley-Davidson була представлена в Великій Британії в Літтлпорті, графство Кембріджшир, щоби відмітити століття знаменитої компанії по виробництву мотоциклів на батьківщині батька Вільяма Гарлі.

## Праця і Зала пошани
Так як Вільям Гарлі, Артур Девідсон, Вільям. А. Девідсон, і Волтер Девідсон, говорили що вони використовували хороші і якісні технології і вірили в свою продукцію, і що їхня фірма виготовляє хороші мотоцикли. Після цього всіх їх четверо засновників компанії було введено до Зали лейбористів.